# Lužice, Prachatice
Lužice là một làng thuộc huyện Prachatice, vùng Jihočeský, Cộng hòa Séc.